# Marie Étienne de Barbot-Toulouse
Marie Étienne Barbot de Beaupuy, vizconde de Barbot y barón del Imperio, también conocido como Étienne de Barbot, fue un general y aristócrata francés nacido en Toulouse en 1770 y fallecido en 1839 en el mismo lugar, quien sirvió en sus respectivos mandatos a Napoleón Bonaparte en el Primer Imperio y sucesivamente a Luis XVIII y Carlos X de Francia. Célebre por su participación en las campañas españolas de Napoleón, fue caballero de la Orden de San Luis y comendador de la Legión de Honor, y su apellido quedó inmortalizado en la columna 35 en el Arco del Triunfo de París.

## Biografía
Étienne de Barbot nació el 2 de abril de 1770, en el seno de una familia de la nobleza del Antiguo Régimen, y cursó sus estudios en la escuela de Sorèze, tras lo cual fue nombrado segundo teniente de granaderos de la Guardia Nacional de Toulouse y poco después ascendido a capitán.
Más tarde sería destinado como capitán de un batallón de voluntarios al comienzo de la Revolución, en 1791, en Haute-Garonne, tras lo cual fue ascendido a teniente coronel. Dada su condición de militar se mantuvo leal al ejército incluso bajo las autoridades revolucionarias, por lo que fue destinado a Saboya y al asedio de Toulon. Fue parte de las campañas españolas en los Pirineos Orientales, la insurrección de Le Boulou, el asedio de Fort Saint-Elme, las batallas de Montagne Noire y el asedio de Roses. Todo esto le valió el ascenso a brigadier.
Durante la paz con España, en 1795, casó con Isabel de Aubian. Fue nombrado jefe de personal de una subdivisión del ejército de Occidente y pasó tiempo destinado en Vandea. Tras esto, en 1799, cansado de la situación de caos, se unió al Conde de Paolo y los realistas en la batalla de Montréjeau. Tras esto quedó retirado del ejercicio militar hasta que Napoleón proclamó el imperio en 1804 y fue mandado a las Indias Orientales por su conducta rebelde junto al general Lagrange. Allí protagonizó las capturas de Roseau, capital de Dominica, y la isla de Saint-Christophe.
Fue regresado a Francia en 1807 y destinado a la ciudad alemana de Herzfeld, con cuyos habitantes Napoleón había entrado en ira por el asesinato de un oficial francés. Ordenó a Estéfano ejecutar a treinta habitantes, pero él, convencido de la inocencia de estos, desobedeció el mandato, aunque redactó un informe haciendo ver que la misión se había cumplido.
Volvió a ser destinado a las campañas españolas hasta 1811, donde participó en el asedio de Río Seco, las conquistas de Burgos y La Coruña. Ya en Portugal, ganó para Francia las ciudades de Braga, Oporto, Buçaco, Sabugal y Almeida. Esto le valió para ser ascendido a general y recibir el título de barón del Imperio. Por último, participó en la batalla de Arapiles, tras lo cual regresó a la Galia en 1812 con el mariscal Soult. De camino aún lucharían victoriosos en los Pirineos, Orthez y en la propia batalla de Toulouse.
Después de ser expulsado Napoleón, prestó juramento al rey, y tras el regreso de este durante los Cien Días se mantuvo fiel a dicha promesa, recibiendo el mando superior de Burdeos. Allí cooperó estrechamente con la princesa de Angulema, de quien se encargaba personalmente de proteger, y le proporcionó la ayuda necesaria para salir ilesa de Burdeos. Tras esto, se retiró a su finca en Verdun-sur-Garonne, entre Toulouse y Montauban.
Tras deponer a Napoleón una segunda vez, el rey Luis XVIII le confiere el mando superior de Toulouse y del departamento de Ariège, por lo cual fue elevado a teniente general. Fue nombrado vizconde de Barbot por el rey Carlos X en 1825 y se mantuvo en dichas posiciones hasta la llegada de Luis Felipe de Orleans en 1830, tras lo cual es admitido a la jubilación en 1835.
Retirado en Toulouse, falleció el 16 de febrero de 1839. Fue enterrado en el cementerio de Terre-Cabade en un mausoleo de mármol diseñado por el escultor Griffoul-Dorval. Cerca del mismo hay un monumento a los defensores de Toulouse en el cual se puede ver el escudo de la Casa de Barbot y las hombreras del general.